# Індустрія (Кувандицький міський округ)
Інду́стрія (рос. Индустрия) — селище у складі Кувандицького міського округу Оренбурзької області, Росія.

## Населення
Населення — 296 осіб (2010; 260 у 2002).
Національний склад (станом на 2002 рік):
- татари — 79 %